# Aturien
Aturien war nach Strabon (Geographika 16,1,1) eine antike Landschaft im nördlichen Mesopotamien. Sie grenzte an Arbela in der Artakenê, von dem sie durch den Lykos getrennt war. Wichtigste Siedlung war Ninus in der Ebene, das meist mit dem assyrischen Ninive identifiziert wird. Auch Gaugamela liegt nach Strabon (ebd. 16,1,3) in Aturien.
Nach Cassius Dio ist Aturien lediglich eine falsche Aussprache von Assyrien.